# Manoir de Quilly
Le manoir de Quilly est une demeure qui se dresse sur le territoire de la commune française de Bretteville-sur-Laize dans le département du Calvados, en région Normandie.
Le manoir est classé partiellement aux monuments historiques.

## Localisation
Le monument est situé à Bretteville-sur-Laize, sur le territoire de l'ancienne commune de Quilly, au sud de l'église Notre-Dame, dans le département français du Calvados.

## Historique
Le manoir Renaissance fut construit en deux campagnes successives par les familles Bateste et Girard. Aux XVIIe et XVIIIe siècles, les Sallet, parlementaires rouennais, lui adjoigne un long corps de bâtiment.
En 1998, le manoir était la possession de M. de Ferron du Chesne.

### Châtelains de Quilly
Liste non exhaustive.
- Famille Bateste
- Famille Sallet
- Famille Sainte-Marie

## Description
L'ensemble est construit en pierre ocrée provenant des carrières de Quilly.

## Protection
Au titre des monuments historiques :
- le pavillon ; le petit corps de logis en retour d'équerre et les deux tourelles sont classés par arrêté du 27 janvier 1922 ;
- les bâtiments du XVIIe siècle comprenant le bâtiment en équerre sur le pavillon déjà classé et l'habitation de fermier avec rampe d'escalier extérieur en fer forgé, sont classés par arrêté du 31 mai 1927 ;
- les façades et toitures de tous les bâtiments ; le petit cabinet orné de boiseries au premier étage du pavillon du fermier ; le portail et murs de clôture couronnés de balustres à l'entrée de la cour et le pressoir et broyeur du XVIIIe siècle dans les bâtiments sud-ouest, sont classés par arrêté du 14 juin 1946.